# 成都双流国际机场
成都雙流國際機場，简称双流机场，原名「成都雙桂寺機場」，是中国四川省成都市的一座机场，位于中心城区西南方向约16公里的雙流區北部。机场飞行区等级为最高的4F级，拥有两条长3600米的平行跑道、两座客运航站楼等设施。成都双流国际机场曾是中国中西部地区最繁忙的民用机场，是中國國際航空、四川航空、成都航空、西藏航空的枢纽机场。双流机场通过高速公路和两条地铁线路等通道与成都市区连接。
2021年6月27日，成都天府国际机场新投入运营，開展成都的雙航空门户時代，双流机场重新定位为区域航空枢纽，除两场运营航司外仅保留国内商务航线和地区航线。在那之前，双流国际机场的旅客吞吐量于2019年达到5500万的纪录，并于2020年因疫情临时成为世界旅客吞吐量第三的机场。
2023年，成都双流国际机场共完成旅客吞吐量30138101人次，同比增长69.1%，全国排名第12名；飞机起降208710架次，同比增长30.6%，全国排名第13位 。
2024年，成都双流机场旅客吞吐量3243.0万人次，较2023年增长7.6%。旅客吞吐量位列中国大陆第12。

## 历史

### 军用双桂寺机场
成都双流国际机场，原名“成都双桂寺机场”，是始建于1938年的一座军用机场，1939年4月15日竣工后交予空军军士学校，用作学生训练基地；最初跑道表面为泥面，仅能供小型双翼飞机起降:229，曾是抗日战爭时期大西南最大的空军基地，先后驻扎过中國空军、捷克空军和飛虎隊美國第十四航空隊。
1941年3月14日，双流空军基地上空，日本帝國海軍航空隊欲从沱江北空袭成都派遣A6M零式战斗机、九六式轰炸机与中国空军防守的伊153、伊16战斗机发生了一场大规模空战；中方因为情报有误，导致未得知日军有零式舰上战斗机护航而遭惨败。激战中我方虽士气高昂，奋战不懈，然空战牺牲惨重，计被毁十架，伤七架。 八员阵亡，八员受伤，包括两名中国王牌战斗机飞行员，第5大队队长、归国华侨黄新瑞少校和副大队长岑泽鎏大尉阵亡，还有中队长周灵虚、分队长江东胜、飞行员任贤、林恒（林徽因的弟弟）、袁芳柄、陈鹏扬8人牺牲。
1943年，双桂寺机场被列为国空军第十四航空队在中国的基地机场之一[1。1944年，机场进行扩建，用石灰、卵石拌合碾压而成的跑道场1,400米，可起降15吨以下飞机:229。当时的双桂寺机场为抗日战争时期中国西部重要的空军基地。1944年，为支援马特霍恩作战，双桂寺机场作为驱逐机机场得到了扩建。
20世纪50年代初，双桂寺机场一度为西南军区汽车驾驶学校的训练场地:230。

### 民航時期

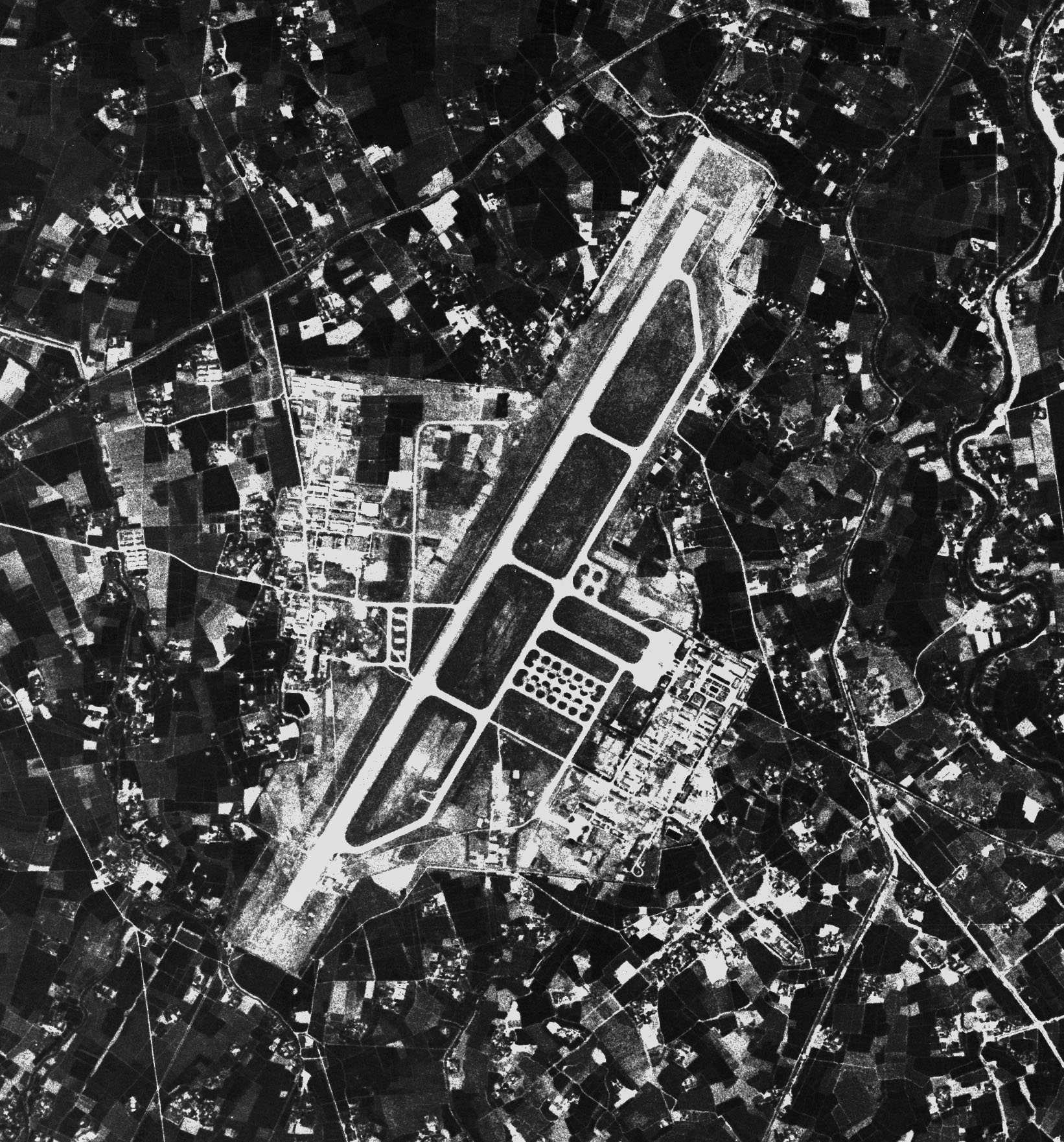
1971年的双流机场

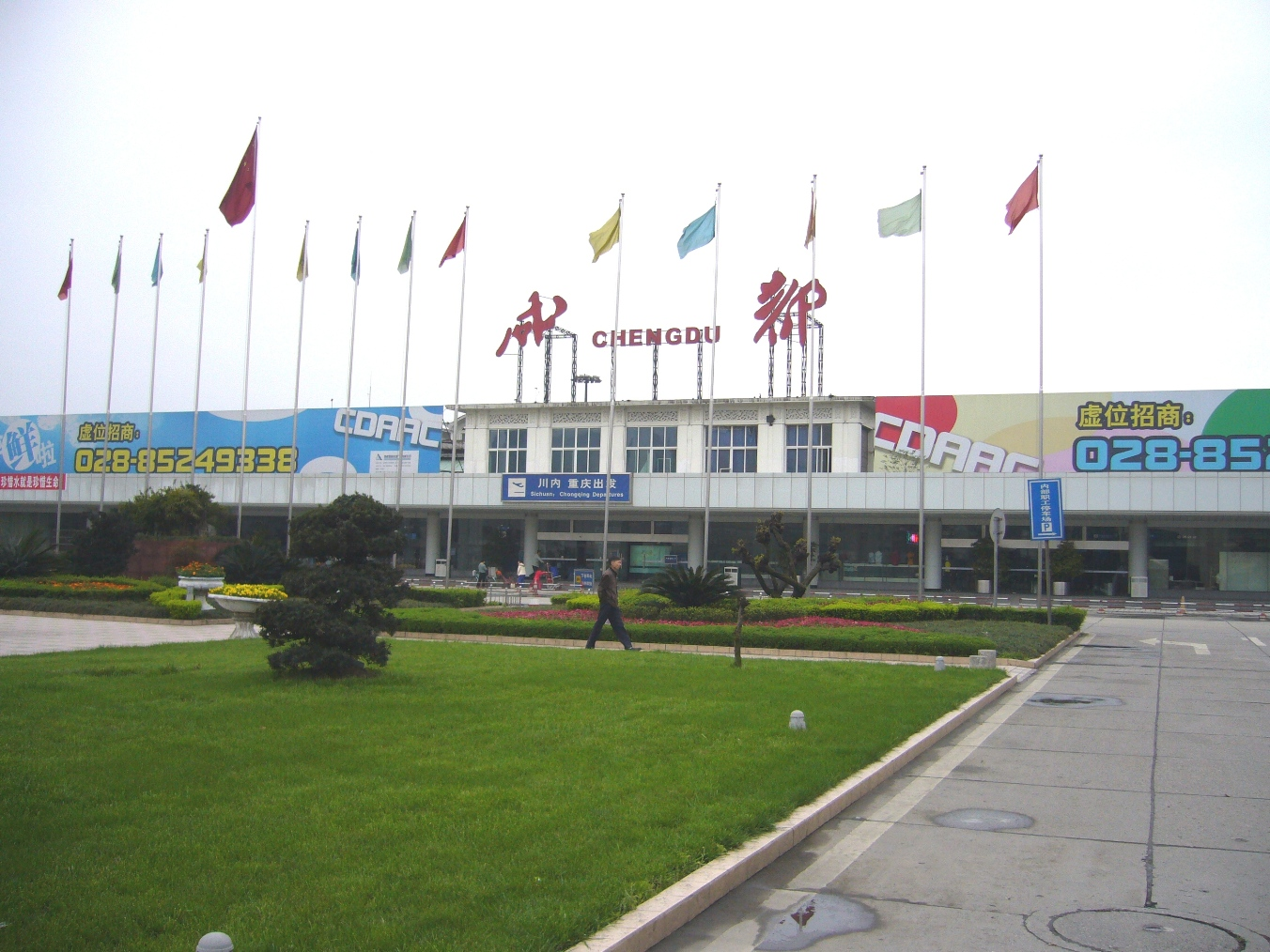
双流机场旧航站楼（已拆除）

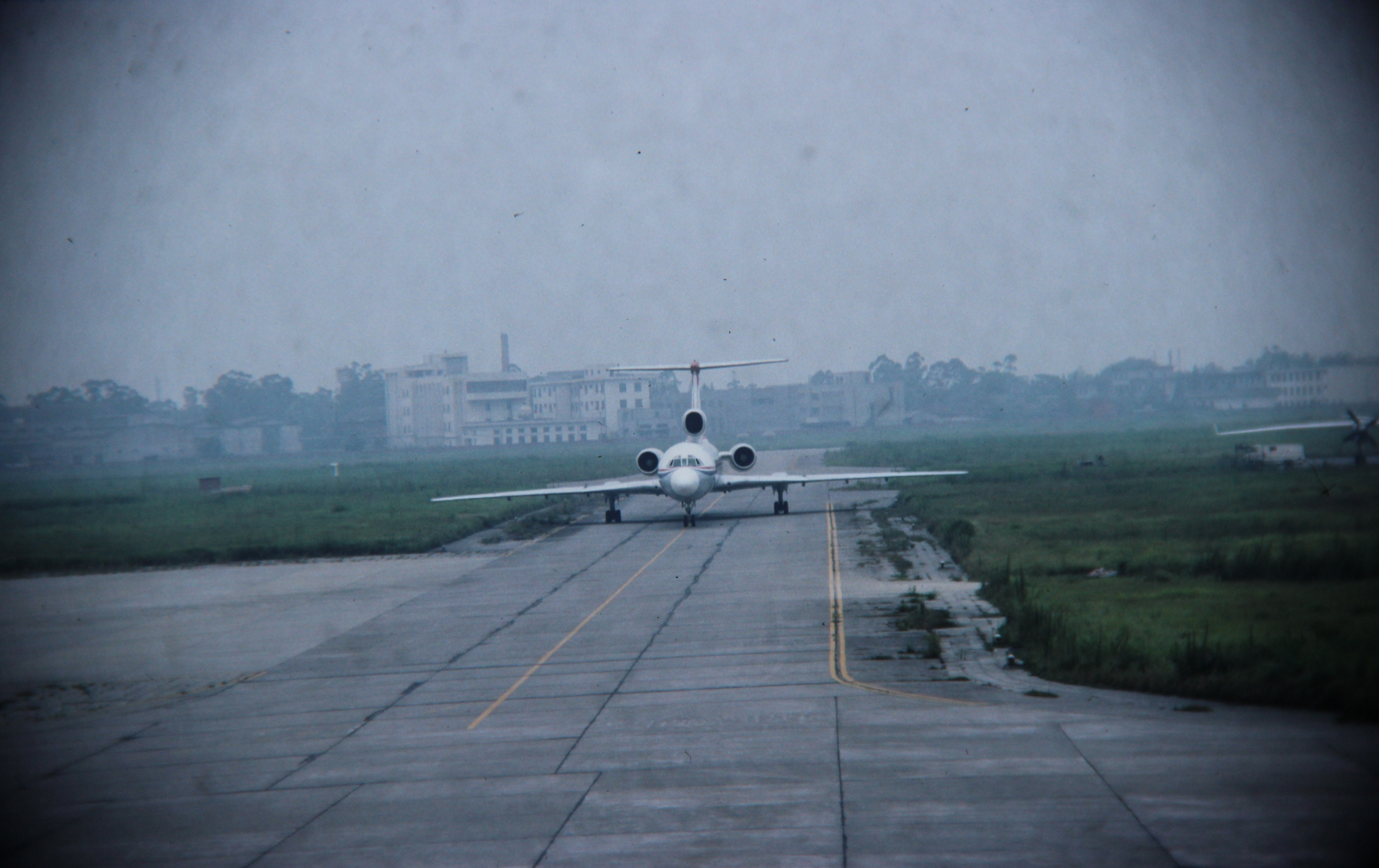
中国西南航空图-154于双流机场（1991年）

1956年12月12日，中国人民解放军总参谋部将成都双桂寺机场划归民航使用，并更名“成都双流机场”。1957年，成都市的民航飞行正式从广汉机场转至成都双流机场，同时开辟了成都至北京、太原、西安、重庆、昆明、贵阳、南充等地的航线，1960年4月5日建成长2200米、宽60米的水泥跑道一条，1967年又将跑道向两端延长至2600米:230。
1981年11月15日，双流机场开辟往返香港啟德機場的旅游包机航线:163，由重庆海关派工作组在双流机场监管进出境人员:8。1982年后蓉港包机一度停航，直至1985年3月复航，成都海关也相应恢复双流机场旅检业务:8。当时因双流机场候机楼条件所限，机场方面提供的海关监管场地为国内航班与出入境航班共用的旅客通道，海关工作人员需在蓉港旅游包机飞行当日临时搭建出入境旅客隔离区，事毕拆除，如此循环往复，至1986年蓉港包机增班至每周2到4班后，此等简易海关设施已然捉襟见肘。1986年6月，双流机场开始对候机楼旅客通道进行改造，设立与国内航班旅客隔离的出入境航班专用通道，开辟为海关、检疫等部门的联检场地，该场地1987年2月投入使用:8。
1987年7月，中国民航管理体制改革在民航成都管理局试点。同年10月15日，根据中国民用航空局《关于对成都管理局体制改革方案报告的批复》，按照“政企分开，简政放权”的原则，将原中国民航成都管理局分为中国民用航空西南地区管理局、中国西南航空和成都双流机场三大部分。成都双流机场因此成为中国第一家独立核算、自负盈亏、财务计划包幹的经理负责制机场。1990年9月22日，双流机场启用占地350平方米的新建联检大厅:10。1993年，成都双流机场被中国民航局批准为国际口岸机场。1995年11月30日，成都双流机场更名为“成都双流国际机场”。
成都双流国际机场先后于1959年、1967年、1983年、1991年、1994年、2001年、2003年和2009年进行了8次大规模改扩建。1996年，全长3200米、宽45米的8号滑行道建成，其中2800米作为临时跑道使用。1998年9月10日，1号航站楼动工，2001年10月26日投入使用。1999年7月29日，延长为3600米长、45米宽的跑道投入使用，从而使双流机场符合波音747-400全重起降要求:43。2002年，因国际候机楼正在报批，双流机场将旧航站楼改造为供国际和国内支线航班旅客使用的过渡航站楼。
2003年，机场成为继北京首都、上海浦东、广州白云之后中国第四个配备II类盲降系统的机场。该年3月，双流机场用于国际航班的北指廊动工:45。2004年3月26日，四川省人民政府同意在原成都双流国际机场机关的基础上成立四川省机场集团:25。2004年9月28日，双流机场老航站楼改为支线航班候机楼，同时北指廊国际厅建成启用。
2008年5月12日，受汶川大地震影响，大量航班备降周边机场，机场关闭直至当天下午6时。随后，成都双流国际机场成为地震救援物资的重要中转中心，大量救援物资通过空运运抵机场。截至5月29日，机场两周共执行航班5901架次，保障急救飞行1415架次，中转国内国际救灾物资3万多吨。5月31日上午8时45分，一架满载救灾帐篷的世界最大的客机空中客车A380在机场降落，这是该机型在大中华地区继北京首都国际机场、上海浦东国际机场、香港国际机场之后造访的第四个机场。2015年7月1日，中國南方航空使用空客A380客机执飞成都-北京航线。

### 第二跑道和航站楼

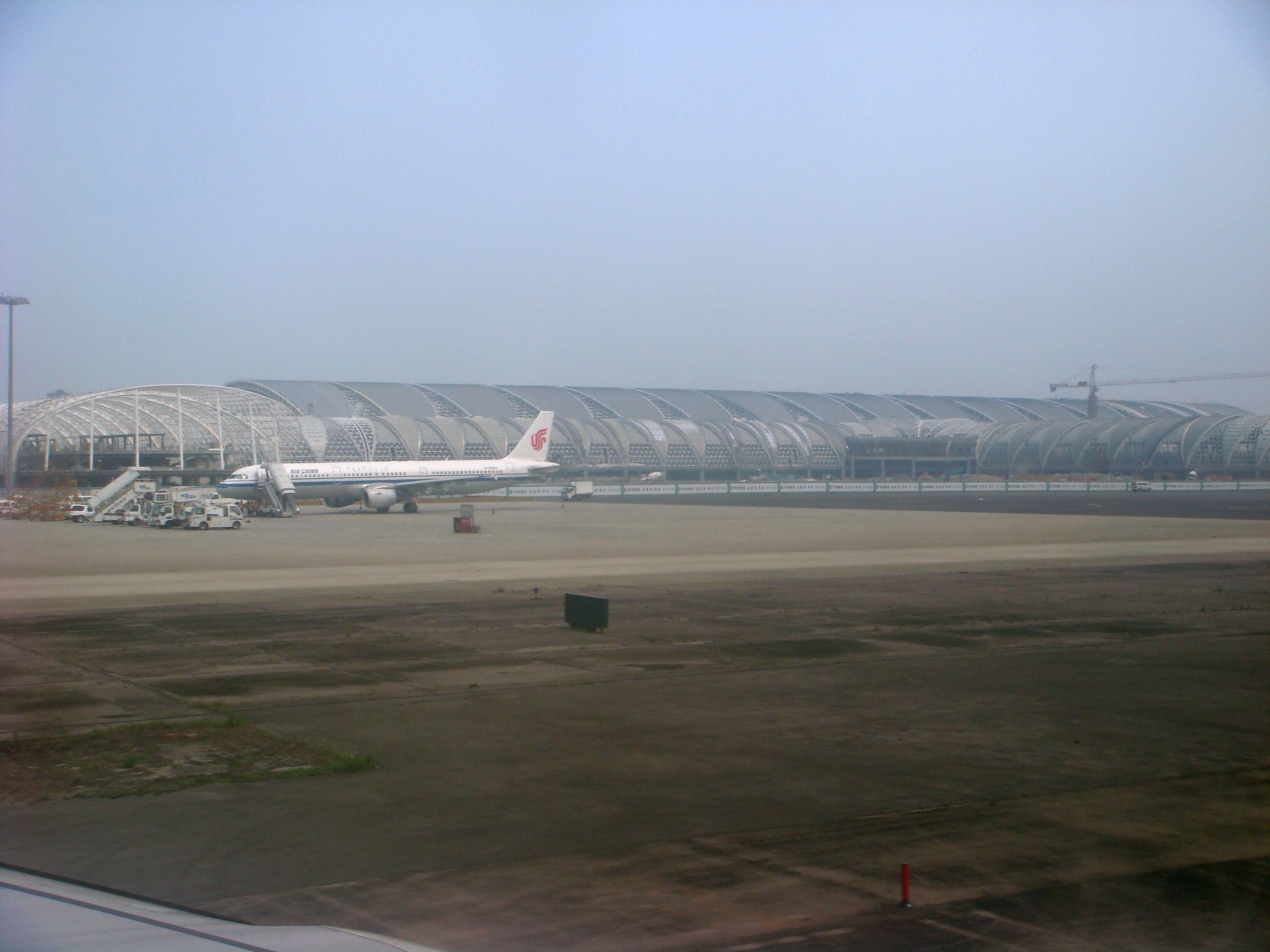
建设中的T2航站楼（2011年）

2009年，全长3600米、宽60米的东跑道（02R/20L）以及配套滑行道、联络道、III类仪表着陆系统等修建完成，成都也成为了中国大陆继北京首都、上海浦东、广州之后第四个拥有双跑道机场的航空枢纽。机场于该年旅客吞吐量突破2000万人次。
2010年11月1日，双流机场支线航站楼停用，支线航班移至T1航站楼，原支线航站楼出港厅（老航站楼）2013年1月18日改为成都机场客运站，2023年停运拆除。
2012年7月28日，成都双流国际机场二号航站楼开始试运营。8月9日4时，二号航站楼正式运行。机场于该年旅客吞吐量突破3000万人次。
2013年2月13日，成都双流国际机场与新加坡樟宜机场一道荣获亚洲航线大会颁发的“亚太地区最佳机场成就奖”。该奖项综合考虑机场运营销售、航线拓展、服务保障等多方面的因素，旨在奖励过去一年中发展最快的亚太地区机场。 同年9月1日，机场72小时过境免签证政策开始向符合条件的国际旅客开放。
2014年12月20日，在成都双流国际机场设双流机场站的成贵客运专线正式投入运营。同年，机场西跑道加盖沥青道面。
2015年，机场旅客吞吐量突破4000万人次。
2017年4月14日至5月3日，成都双流国际机场连续发生多次无人机空中接近民航客机的事件，使机场运营受到严重影响，造成大量航班备降。
2018年12月11日，成都双流国际机场年旅客吞吐量突破5000万人次，成为中国内地继北京首都、上海浦东、广州白云之后第四个迈上旅客吞吐量5000万台阶的国际机场。
2023年4月3日起，双流国际机场T1航站楼将开始提质改造工程。
2023年9月1日起，雙流國際機場启动提质改造工程，工程包括改造飞行区、航站区、市政配套设施、公务机基地以及新建ITC大楼等项目，双流机场航班采用单跑道起降。
2025年2月24日，完成提质改造的1号航站楼重新投入使用，2月24日凌晨4点后起降的四川航空、南方航空国内进出港客运航班转至1号航站楼运营，其他航空公司的国内航站在2号航站楼。

## 設施

### 航站樓
成都双流国际机场现有两个航站楼，总面积达50万平方米，可以承担5000万人次的年旅客吞吐量。

#### 一号航站楼
一号航站楼提供四川航空所有航班的航班的的值机、候机、登机服务。（国际及港澳台航班临时转场至天府国际机场运行）
第一航站楼具有3条平行的指廊（A、B、C指廊），實行進出港分流、國內外旅客分流，並設置了離港系統、樓宇自控系統等。2004年，啟用39000平方米的候機樓國際廳。为准备美联航旧金山航线开航，双流机场于2013年对国际区设施进行改造，新建贵宾室并引入以星巴克为首的国际品牌。

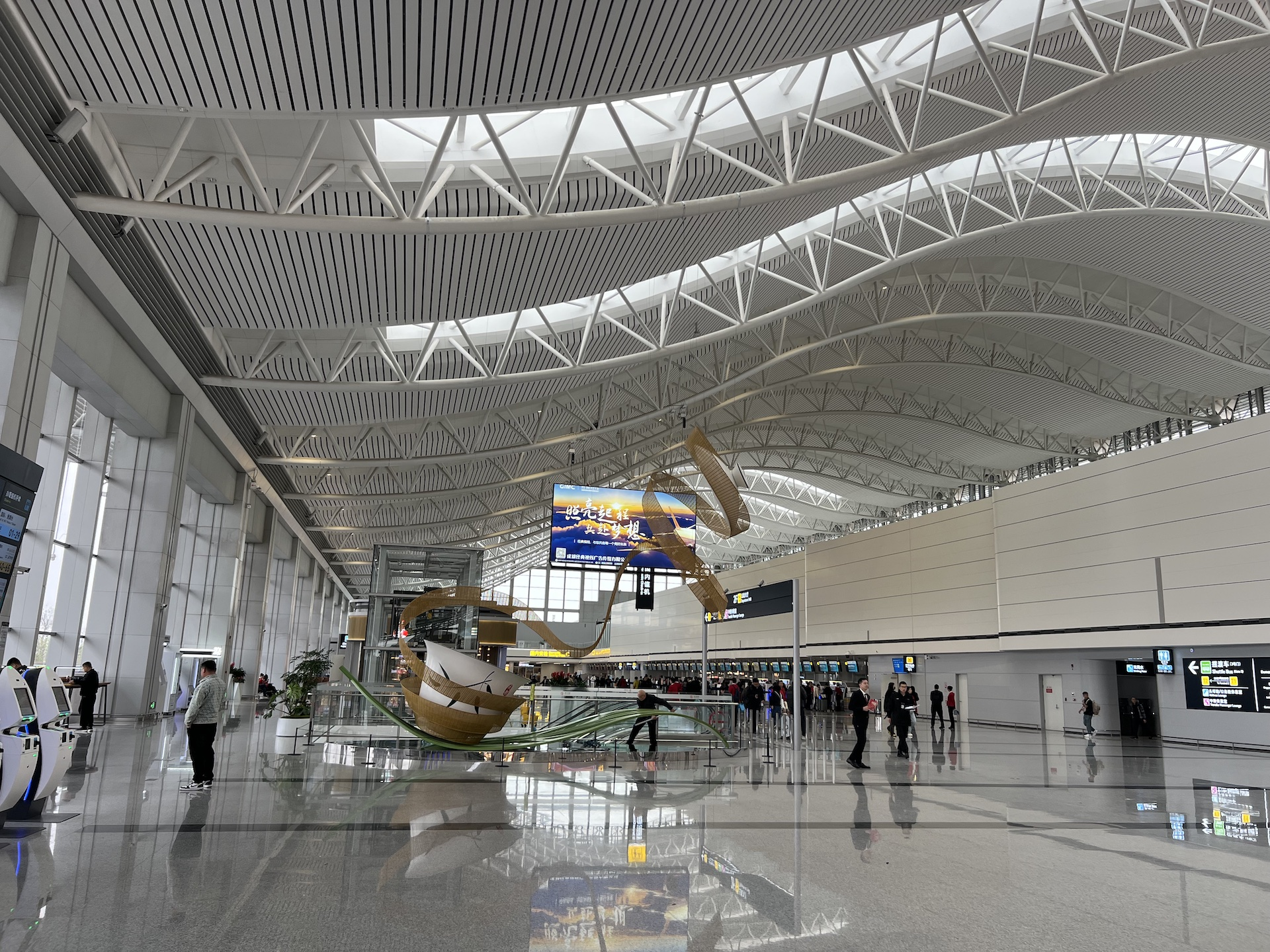
1号航站楼国内出发区（2025年4月）
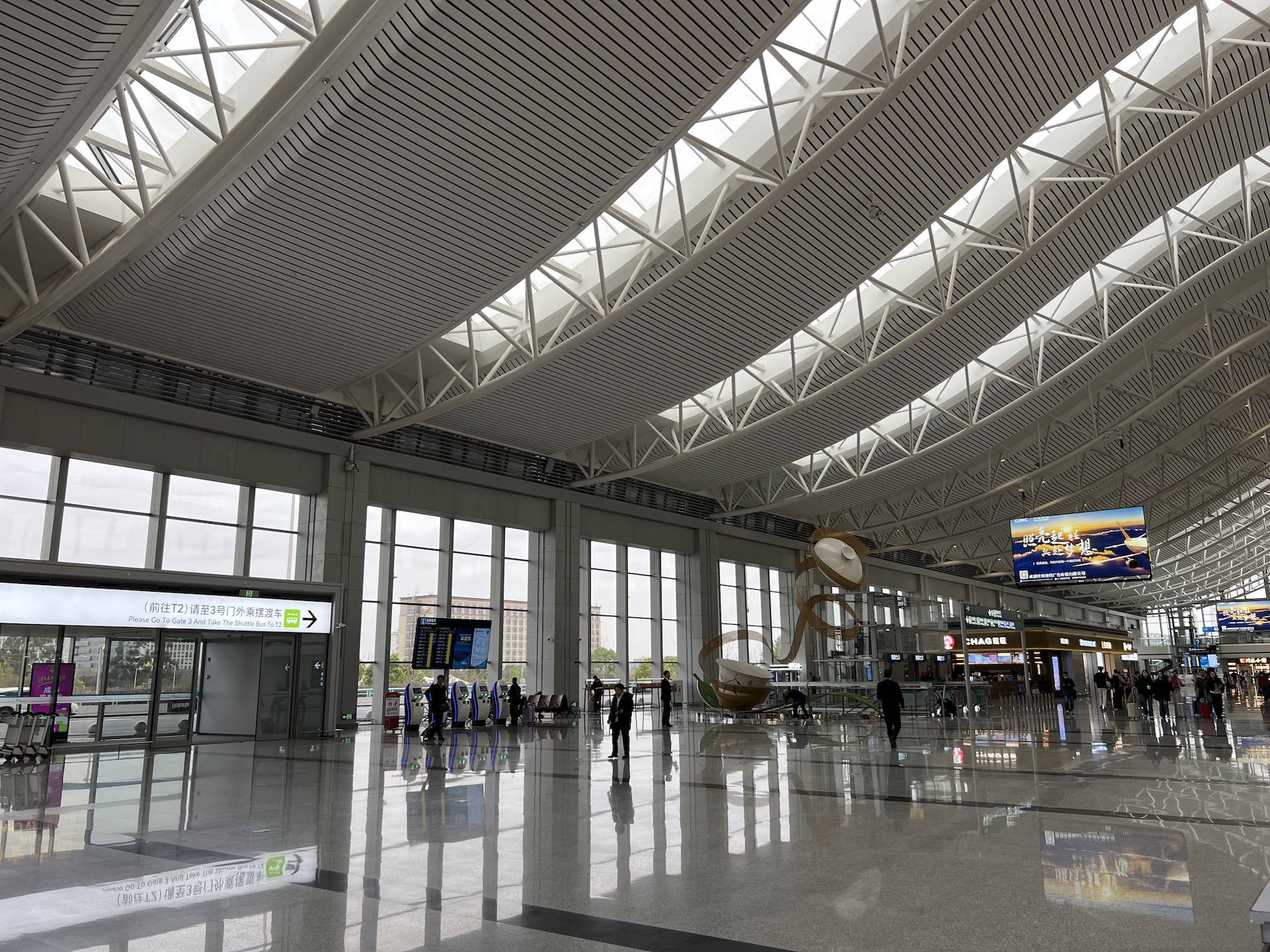
1号航站楼大厅（2025年4月）
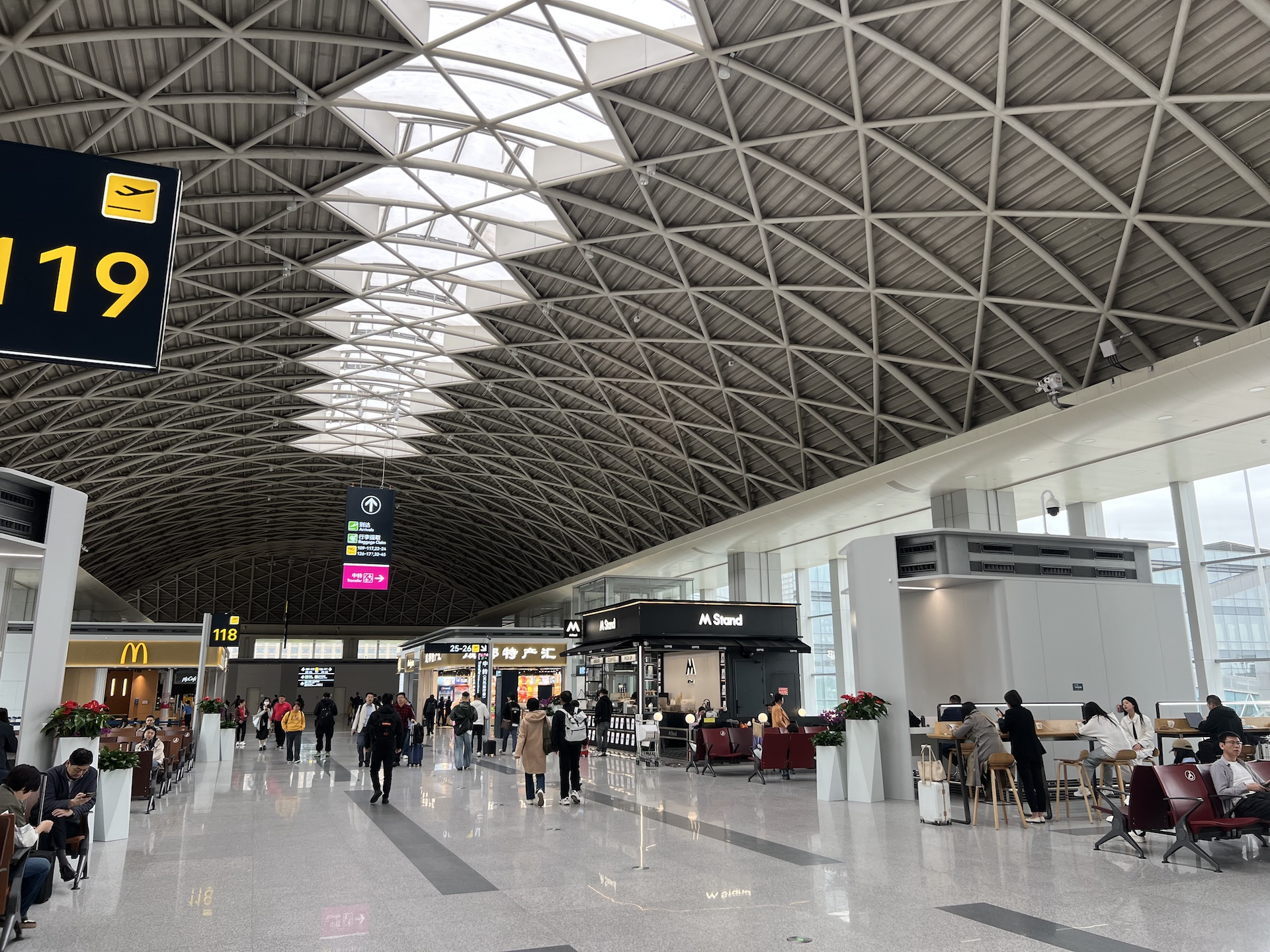
1号航站楼B指廊（2025年4月）
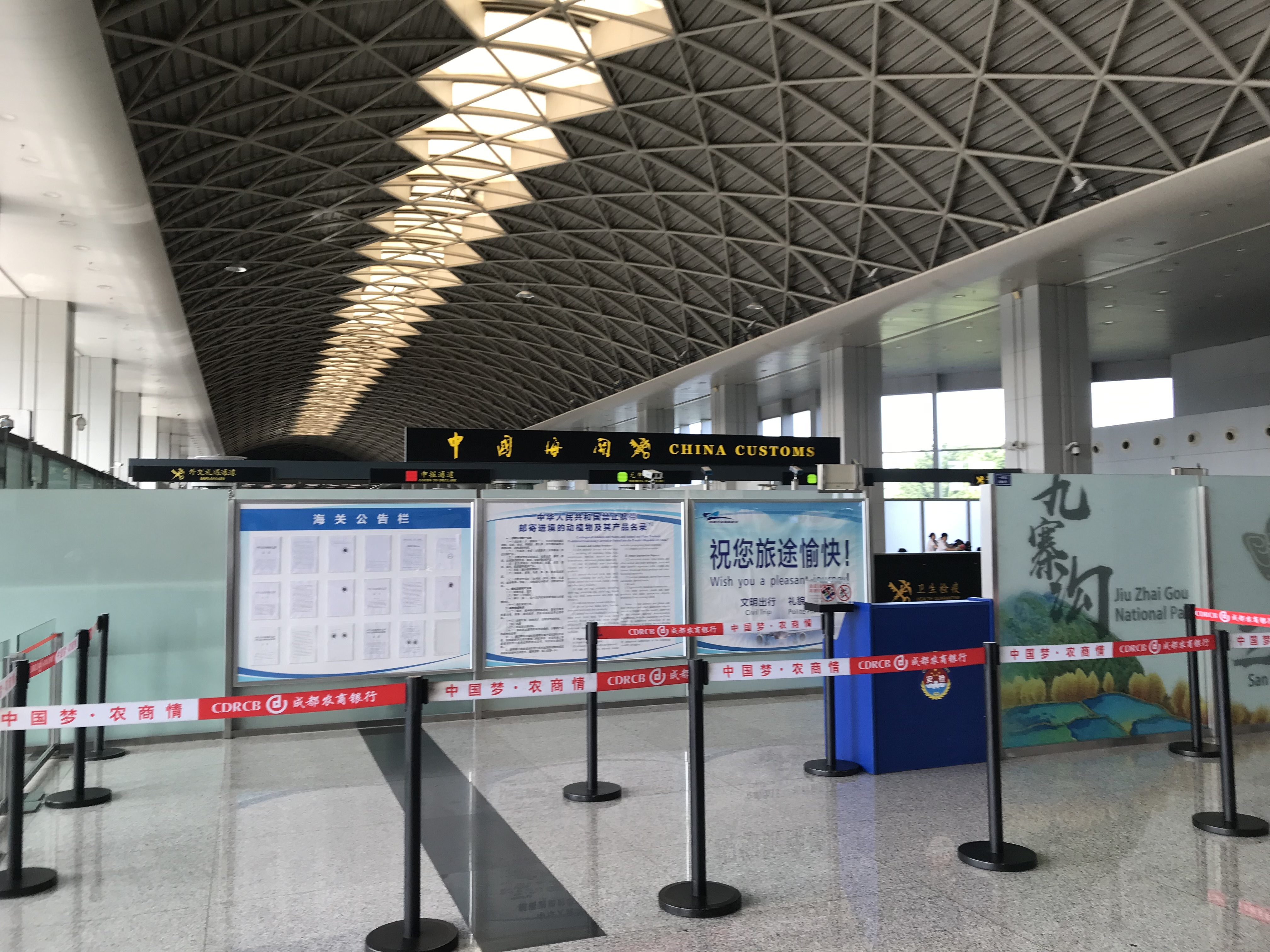
一号航站楼国际出发入口
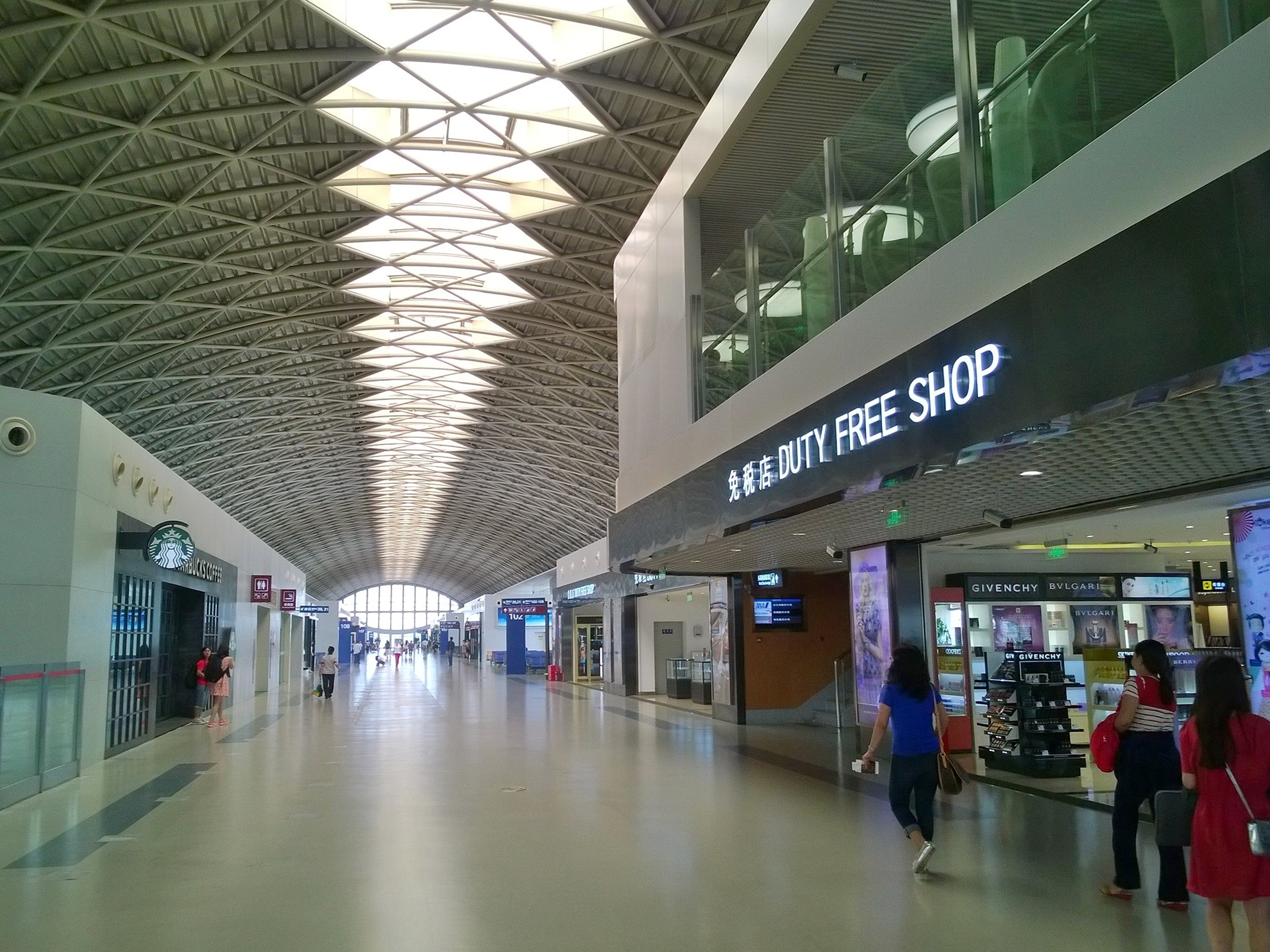
CTU 一号航站楼国际区
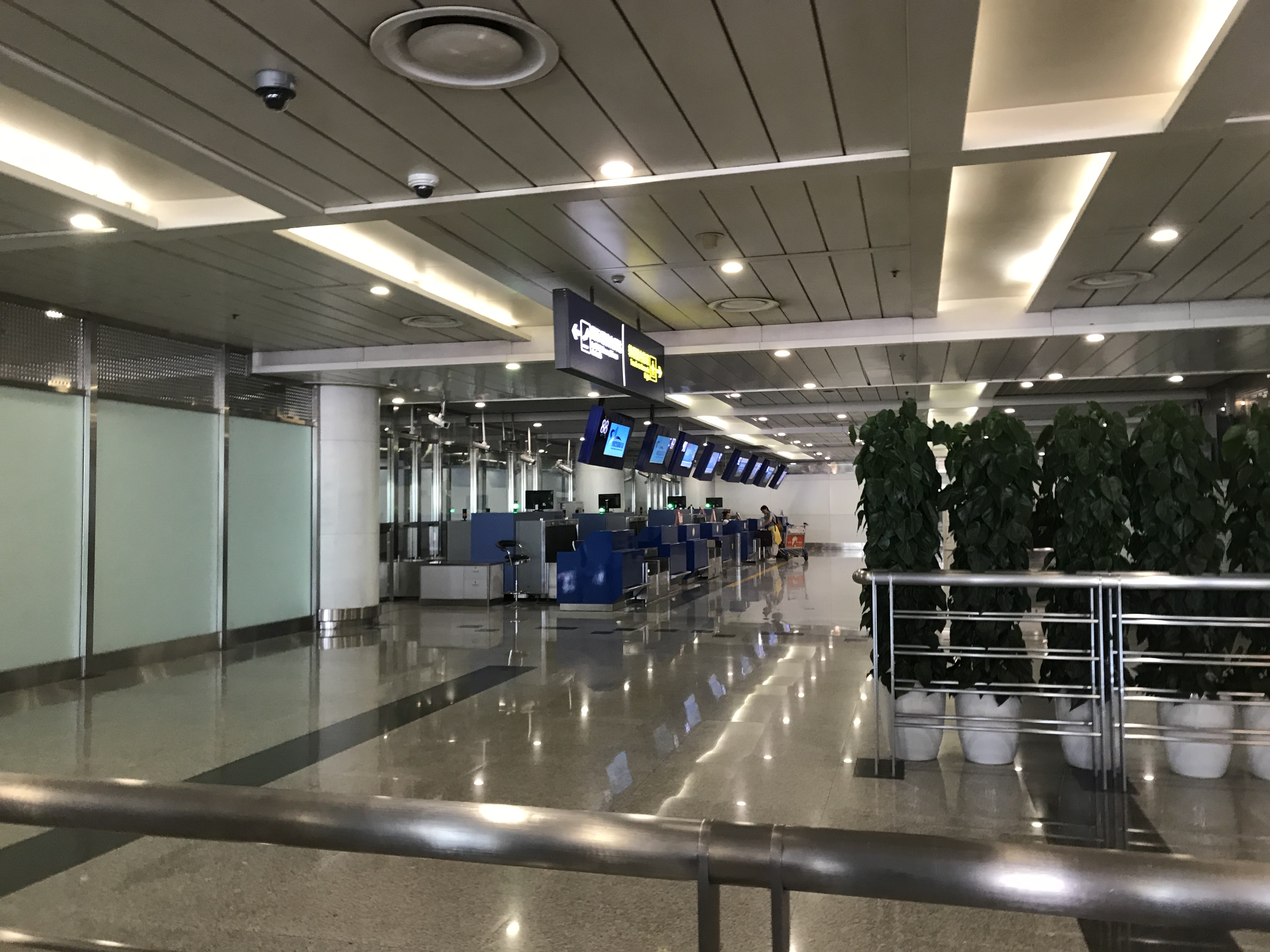
位于国际到达层的转机柜台

#### 二号航站楼
二号航站楼提供除四川航空、中国南方航空外其他航空公司国內航班的值机、候机、登机服务。
二号航站楼位于原有的支线候机楼附近。二号航站楼建筑面积35万平方米，候机指廊为钢桁架结构，其竹叶的外观呈现了四川的地方特色。二号航站楼在一号航站楼3个候机指廊的基础上再增加了4个（D、E、F、G指廊）。航站楼内部设置了6个值机岛、120个人工值机柜台、35个安检通道、170多部电梯、扶梯和自动步道，并配置了自动行李分拣系统。中国国际航空在二号航站楼还建有中国国内首个头等舱、公务舱旅客专属服务区，提供餐饮、睡眠、淋浴等服务。二号航站楼于2009年7月28日开工建设，并于2012年5月24日通过竣工验收。同年7月28日，中国东方航空前往拉萨贡嘎机场的航班成为从二号航站楼出发的第一个航班。

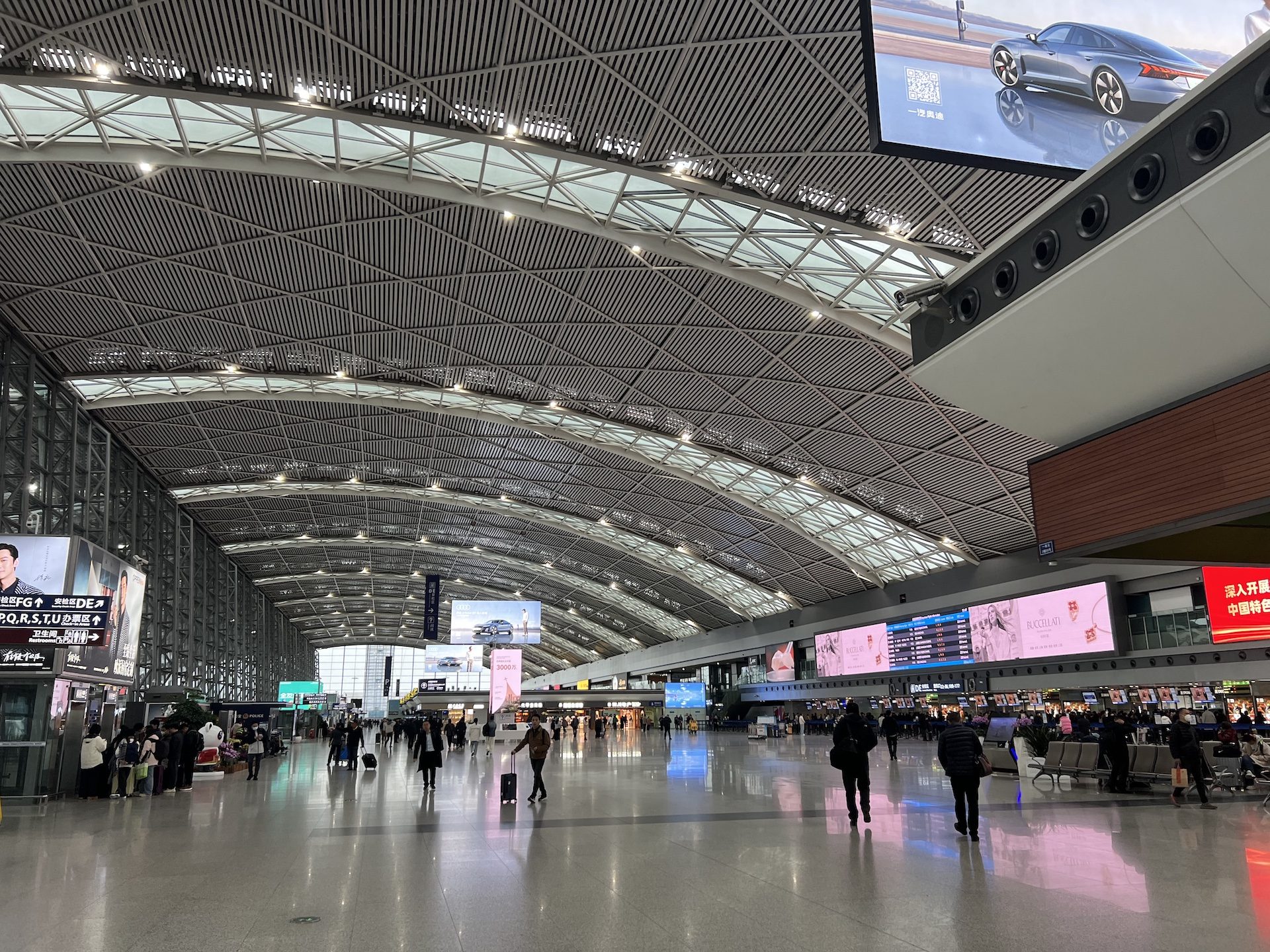
二号航站楼出发大厅
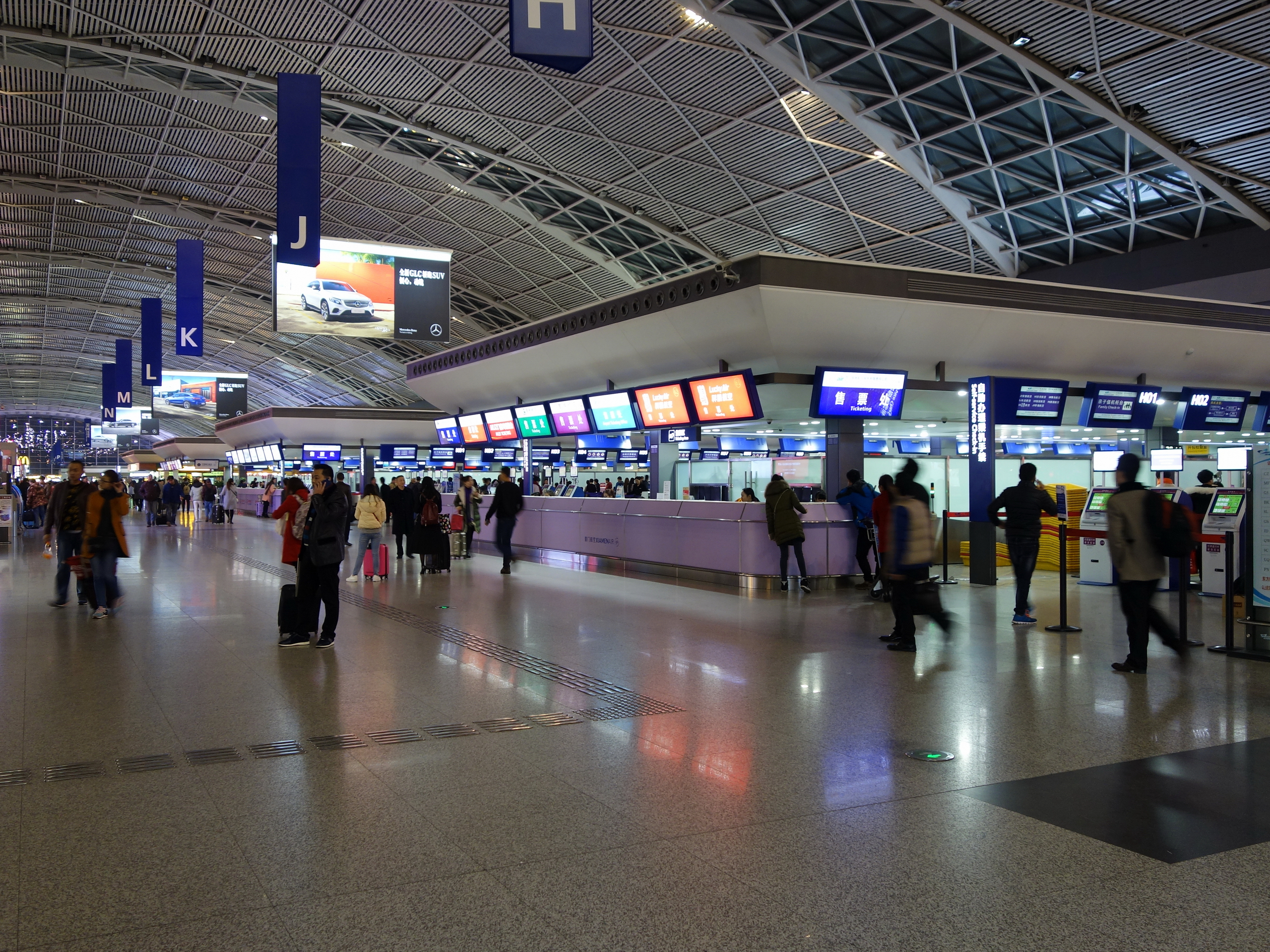
二号航站楼值机区域
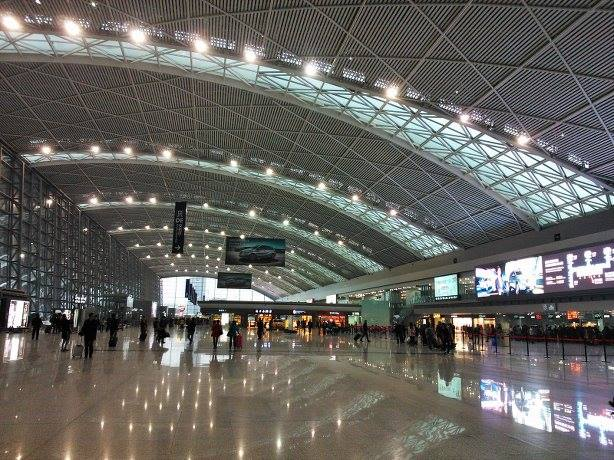
雙流機場二號航站樓內
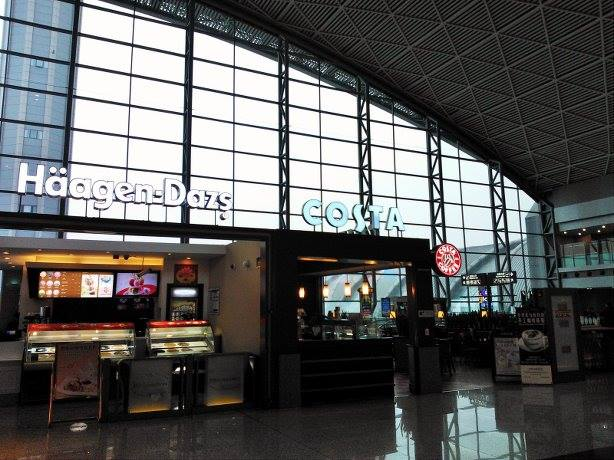
雙流機場二號航站樓大廳
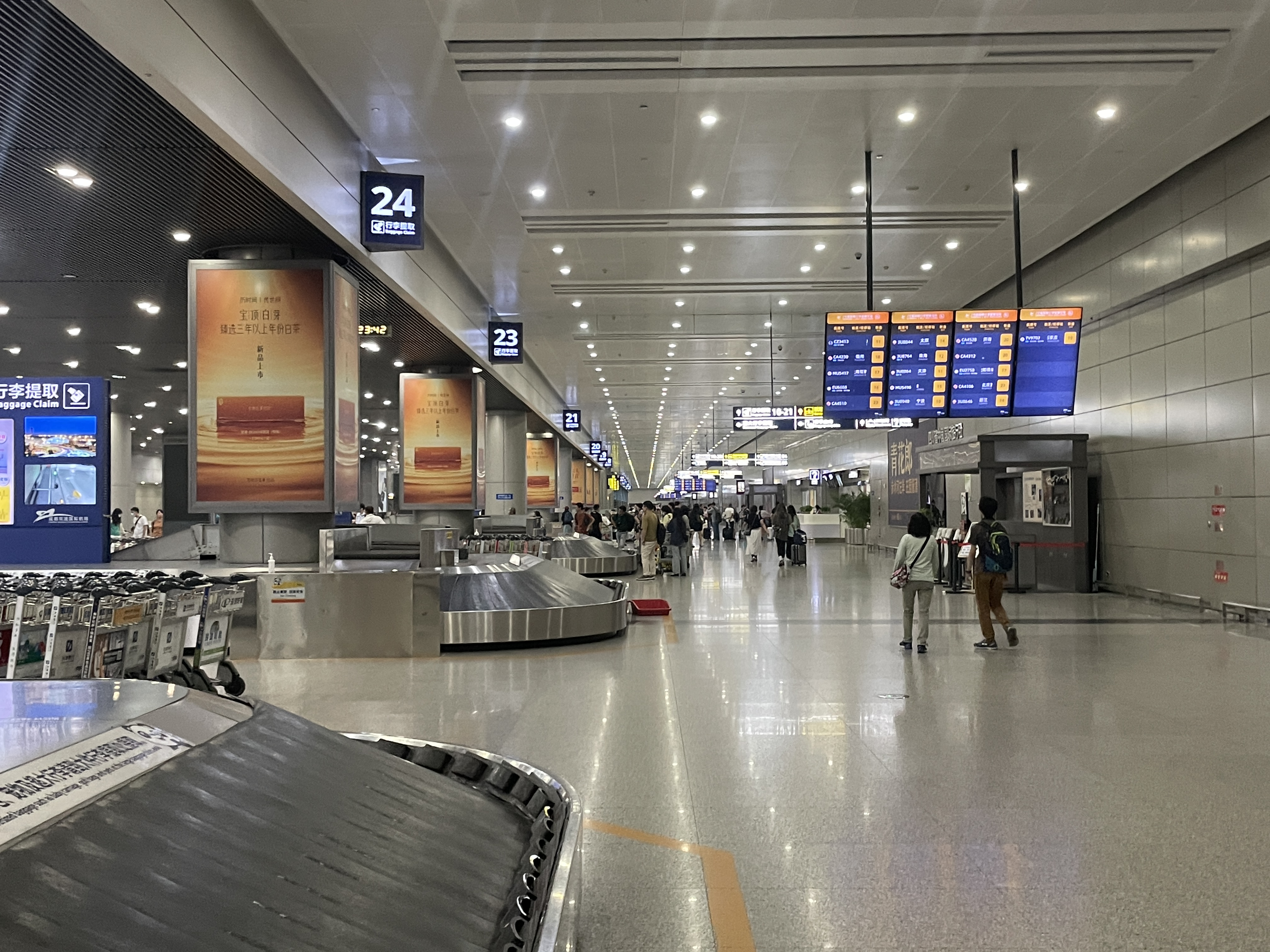
行李提取处
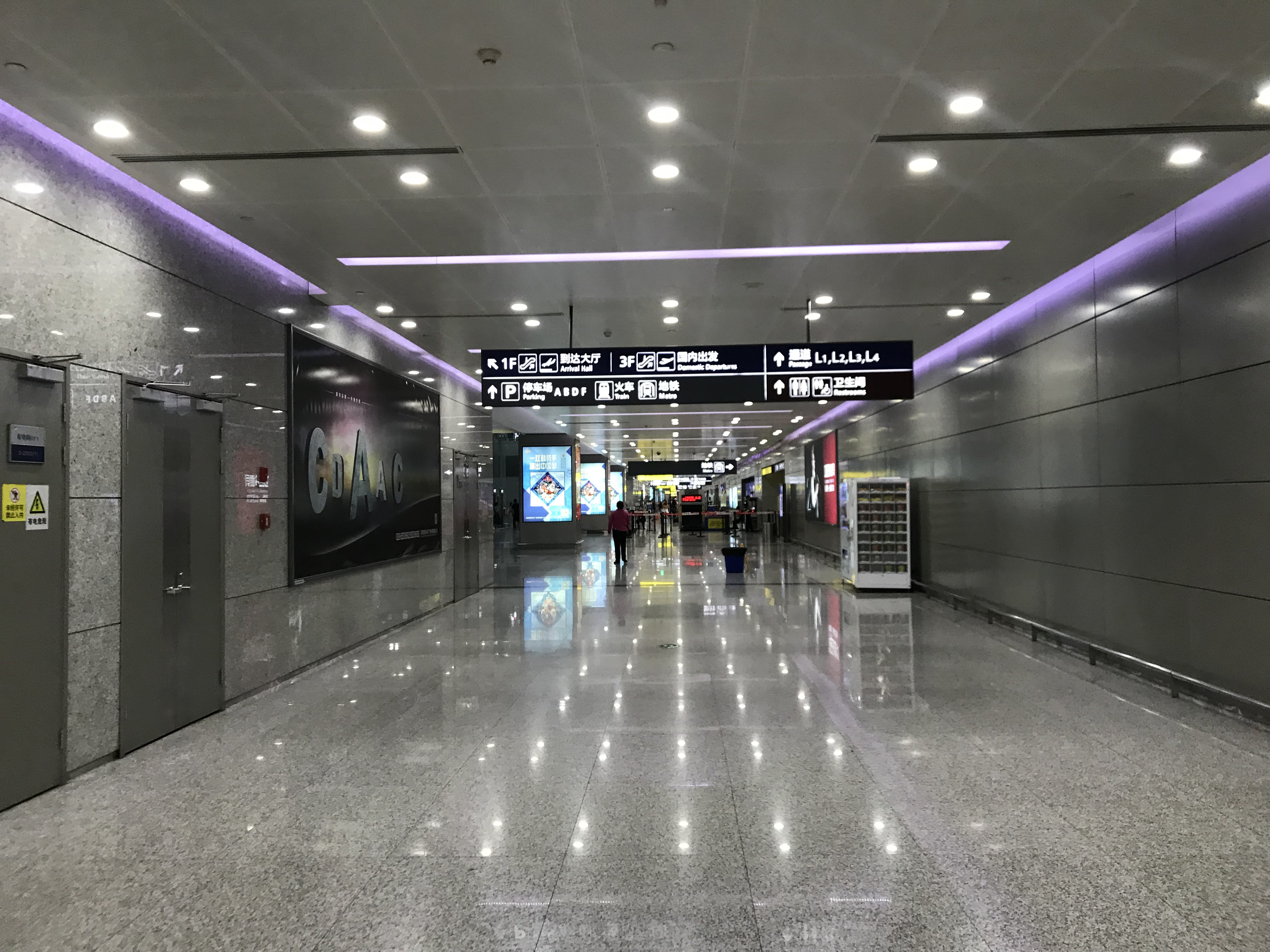
位于T2负二层的交通层

### 貨運設施
成都双流国际机场拥有三个航空货运站，总面积达到10.7万平方米，每年可以处理多达150万吨的货邮运输，是中国中西部最大的综合货运站，并且能够提供全天候通关服务。目前，联合包裹服务（UPS）、聯邦快遞、DHL、顺丰速运均在成都开通了定期货运航线。从成都双流国际机场出发的航空运输，已经成为成都电子制造业的最主要物流通道。

### 跑道和滑行道

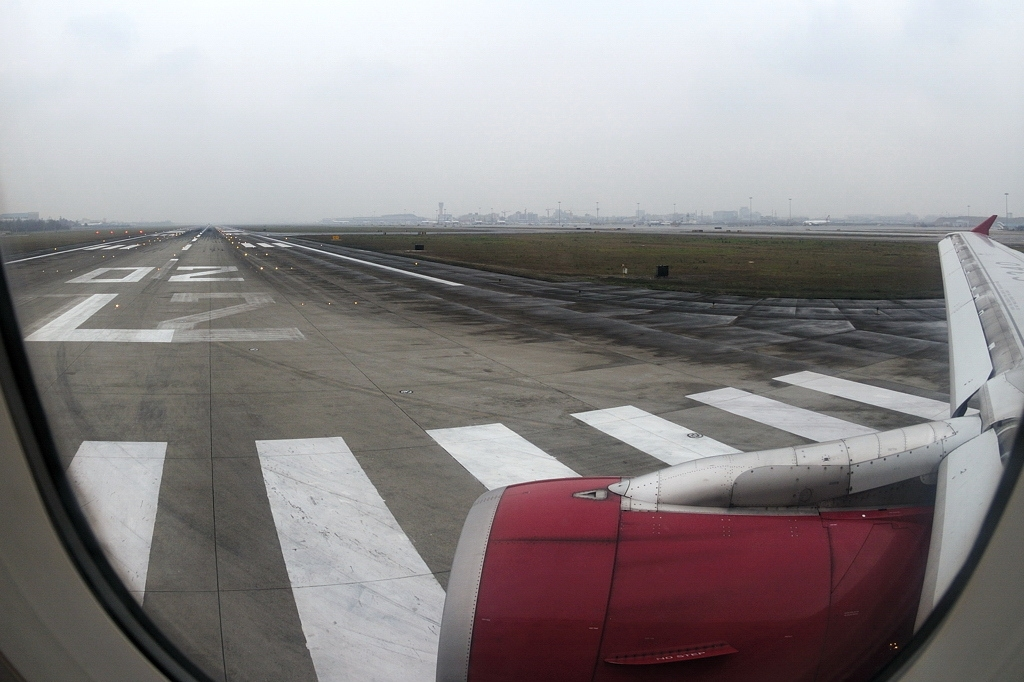
02L跑道

成都雙流國際機場現有2條平行跑道。每条跑道都有配套的滑行道系统。機場有高強度的进近灯光和仰角的跑道、滑行道邊緣燈光。
- 第一跑道（02L/20R）：長3600米，寬45米，道面为强化混凝土。跑道兩側各有1條寬7.5米的道肩，跑道兩端端頭安全區（RESA）長200米。第一跑道共有4條快速出口滑行道和3條垂直出口滑行道與3條平行的滑行道A、B、C相連，其中B、C滑行道是停機坪邊緣滑行道。滑行道寬23米，兩端都有寬10.5米的道肩，第一跑道主要供飞机出港起飞。另有一個圍繞停機坪的滑行通道網絡，其历史可以追溯到1938年。世界上载客量最大的空中客车A380曾于2008年在该跑道起降；[37]跑道安裝有II類儀錶著陸系統[32]，是中國第四个開通II類盲降系統的四个機場之一（前三个分别是北京首都国际机场、上海浦东国际机场和广州白云国际机场[64]）
- 第二跑道（02R/20L）[39]：长3600米，宽60米，道面为强化混凝土（局部为沥青）。第二跑道共有5条快速出口滑行道。于2009年12月18日投入使用。第二跑道与机场原停机坪、第一跑道通过一座跨越省道103线的飞机滑行道桥相连。配备III类仪表着陆系统，由于第二跑道南端距离航站楼较远，第二跑道主供飞机降落。

### 停機坪
混凝土停機區總面積為70.3萬平方米。包含3座航空货运站；7个飞机停放区，共设置停机位228个，廊桥85条。

### 空中交通管制

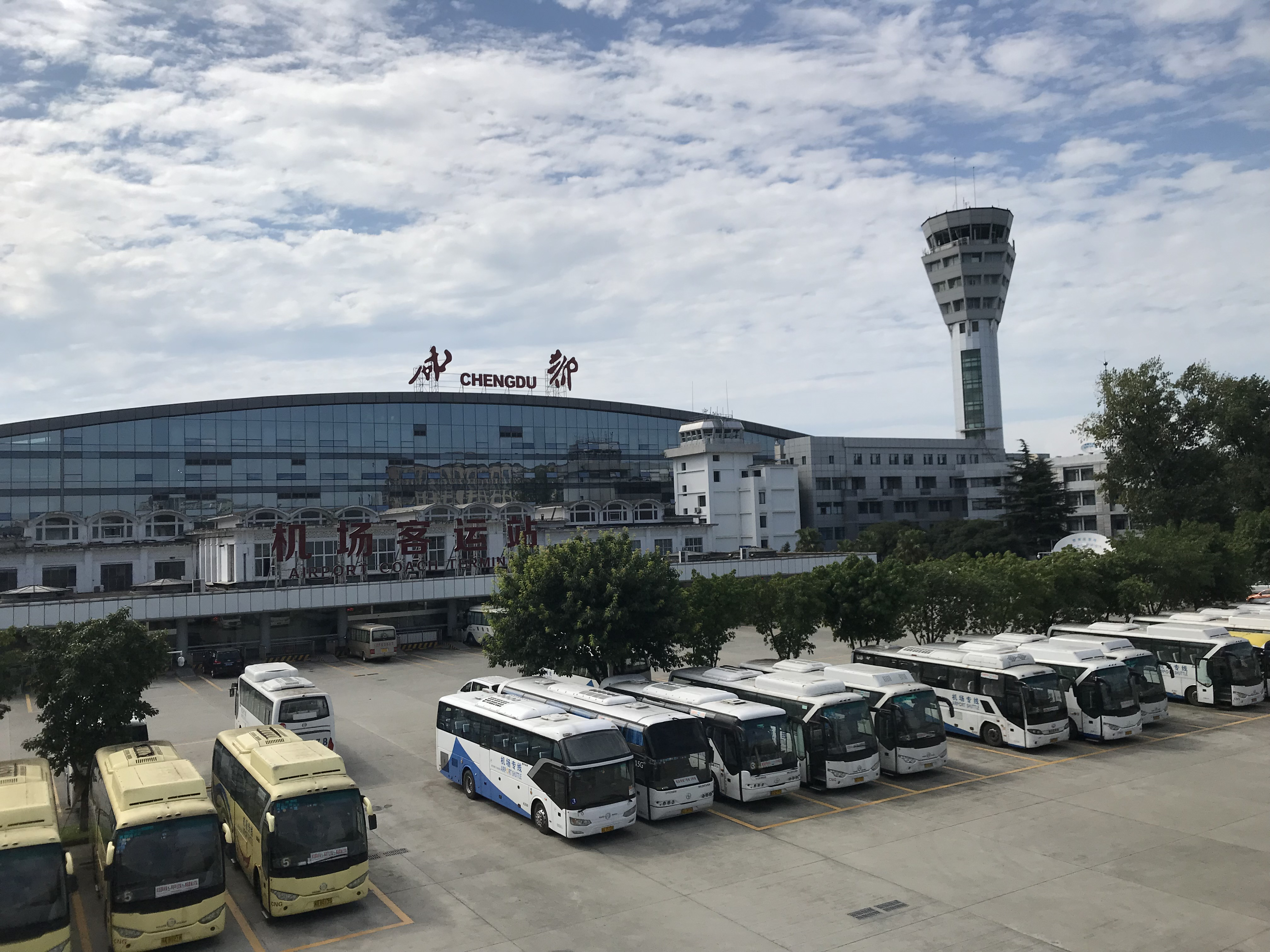
中国民航西南局机关位于T1和T2航站楼中间；图中的机场客运站已于2023年停用拆除

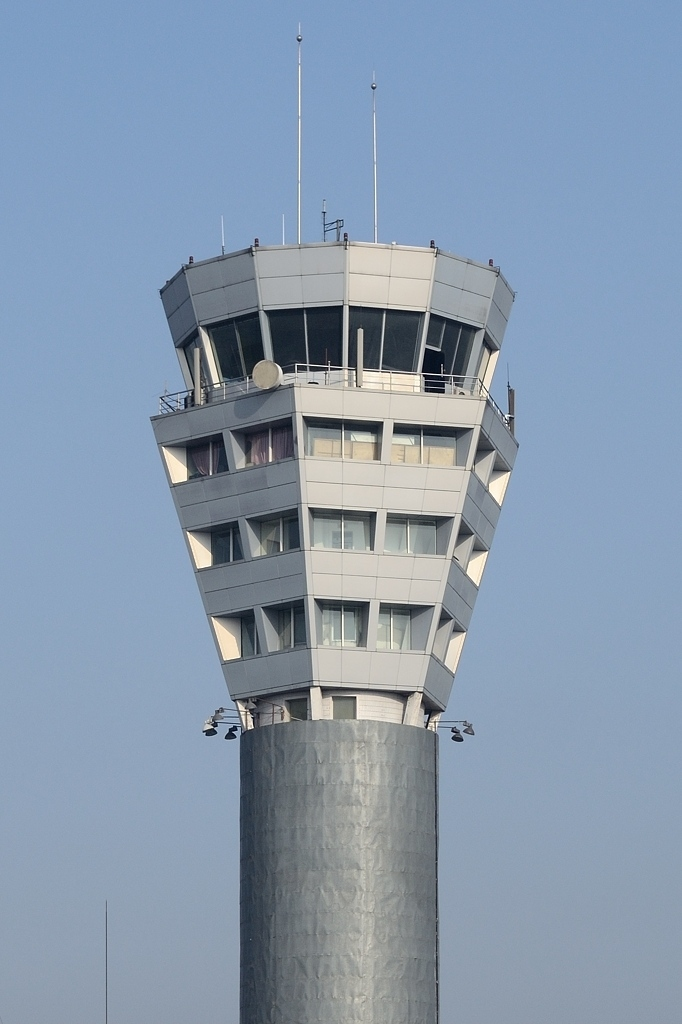
机场塔台

60米高的控制塔位於國內航站樓的南面，控制室離地面的高度約55米。下表列出了机场通信有关信息。
成都双流机场进离场、进近管制交通管制由2002年12月27日成立的西南空管局管理成都进近管制室管辖。2021年4月16日，成都进近管制室更名成都终端管制并迁往成都天府国际机场附近的新机关。成都进近管制承担成都天府国际机场、成都双流国际机场、绵阳机场的进离场、进近管制服务。
| 类型             | 名称               | 频率（兆赫兹）               | 备注                |
| ---------------- | ------------------ | ---------------------------- | ------------------- |
| 进近控制         | CHENGDU APP01      | 124.85, 127.7                |                     |
| 进近控制         | CHENGDU APP06      | 126.35, 125.25               | 工作时间00:30-13:00 |
| 进近控制         | CHENGDU APP07      | 119.425, 123.825             | 工作时间00:30-19:00 |
| 进近控制         | CHENGDU APP08      | 119.25, 123.825              | 工作时间00:30-19:00 |
| 自动终端情报服务 | ATIS               | 128.6（离场）,126.45（进近） |                     |
| 地面控制         | Shuangliu Ground   | 121.75,121.7                 | Used for RWY02R/20L |
| 地面控制         | Shuangliu Delivery | 121.85,121.7                 | Used for RWY02L/20R |
| 地面控制         | Shuangliu Delivery | 121.6,121.7                  | DCL available       |
| 塔台             | Shuangliu Tower    | 123.0,118.85                 | Used for RWY02L/20R |
| 塔台             | Shuangliu Tower    | 130.35,118.85                | Used for RWY02R/20L |

### 维修机库

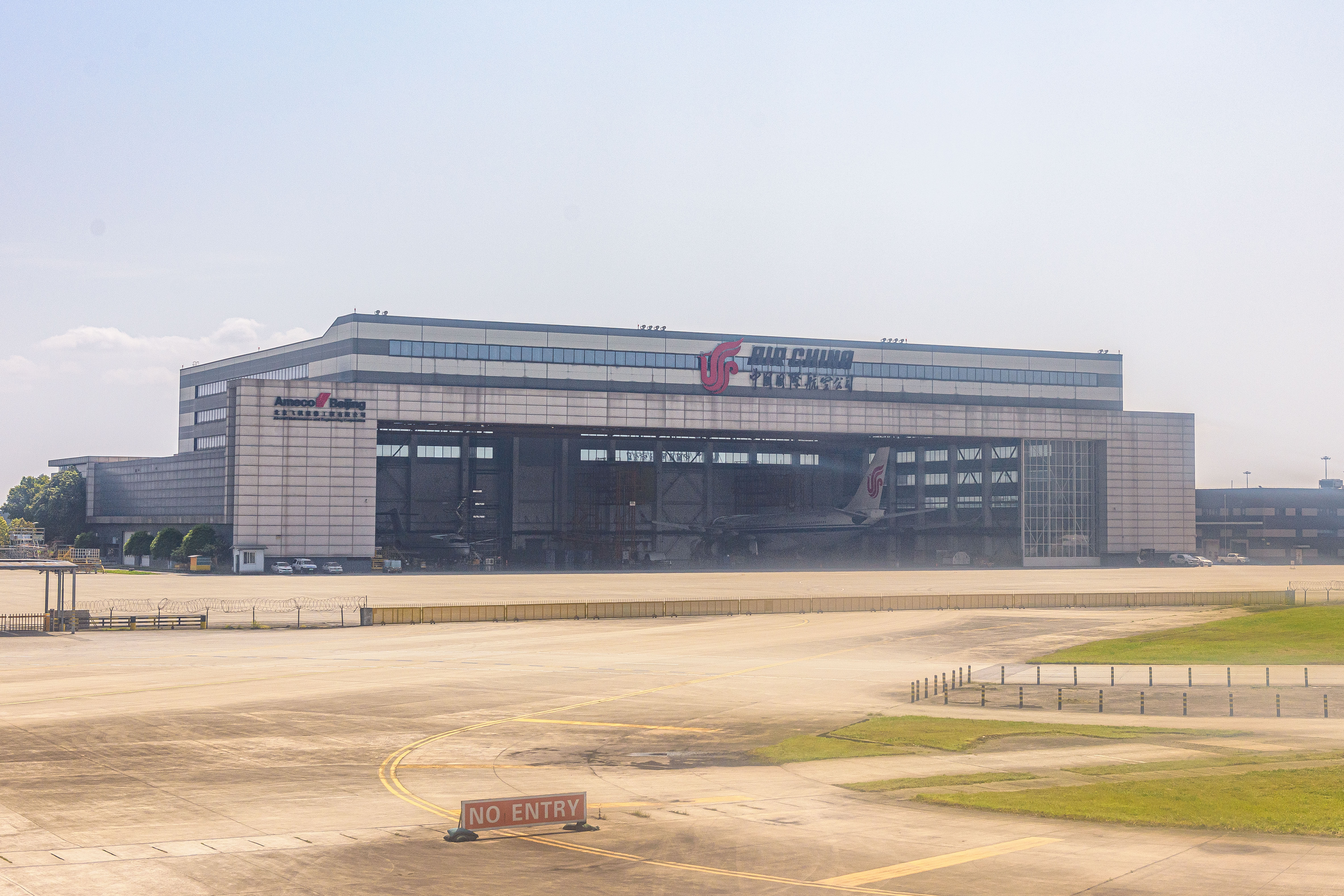
Ameco成都分公司设在双流机场东侧的机库

作为中国国际航空的运输基地，Ameco成都分公司维修基地是西南地区最大的综合性飞机维修企业，现有飞机大修机位4个，可以完成机体大修、航线维修、APU修理、附件修理、反推修理、特种作业，并提供技术培训，拥有中国民航局（CAAC）、美国联邦航空局（FAA）、欧洲航空安全局（EASA），以及中国大陆、香港、澳门三方联合认可（JMM）维修许可证。能够完成波音系列、空中客车系列各级检修。机库承担了中国国际航空75%的窄体客机以及大量四川航空、深圳航空、上海航空、澳门航空客机的检修、维护任务。
2011年11月30日，成都双流国际机场开始进行新机库的建设。新机库建筑面积达到35020平方米，包括33670平方米的大修机库、990平方米的动力站、360平方米的消防泵站，主要由维修大厅、喷漆大厅和附楼组成。其中维修大厅建筑面积为12741平方米，具有三个波音757大修机位以及两个同等级飞机C检机位。工程预计在2013年7月竣工，工程建成后，成都双流国际机场将具有西南地区唯一能同时完成飞机大修、定检、喷漆工作的大型维修机库。

### 应急救援保障
机场消防队车队规模已达12辆，包括2台美洲豹消防车、2台水牛消防车、2台T6消防车。消防泵站则可为119个消防栓供水；机场航站楼也配备了完善的应急救援系统，设备包括烟感温感探头、声光报警器、气体灭火控制盘、红外线对射探测器等。

### 空中走廊
成都管制区有5条空中走廊，宽度为8公里，分别如下:
- 1号走廊：双流VOR~塔子山（OMGUS）~金堂VOR
- 2号走廊：五凤溪VOR~柏雀寺VOR~双流西南远台
- 3号走廊：柏雀寺VOR~资阳VOR
- 4号走廊：富加场VOR~红香寺（ONIKI）~双流西南远台
- 5号走廊：双流西南远台~崇州VOR

## 航空公司和航点

### 客运
成都天府国际机场投用后，双流机场定位为区域航空枢纽，主要运营国内商务航线和地区航线，保障国际公务航空业务和国际备降航班。中国国际航空、四川航空、成都航空、中国东方航空以成都为基地“两场运营”，而西藏航空以双流机场为基地运营进藏航线中转基地。除此之外，双流机场仅剩余部分国内商务航点，包括中国南方航空至北京大兴、广州、深圳航空至深圳和长龙航空至杭州。
| 航空公司     | 目的地 | 值机区 |
| ------------ | --- | ------ |
| 四川航空     | 北海、北京/首都、长沙、福州、广州、哈尔滨、海口、邯郸、杭州、合肥、揭阳、济南、昆明、兰州、南京、南宁、宁波、青岛、三亚、上海/浦东、沈阳、深圳、太原、天津、温州、武汉、芜湖、无锡、西安、西宁、厦门、扬州/泰州、西双版纳、珠海、长春（經停扬州/泰州）、喀什（經停兰州）、拉萨、林芝、稻城、康定、攀枝花、西昌 | T1     |
| 中国国际航空 | 北京/首都、长春、长沙、常州、大连、福州、广州、桂林、贵阳、哈尔滨、海口、杭州、合肥、济南、昆明、兰州、南昌、南京、南宁、青岛、三亚、上海/虹桥、上海/浦东、沈阳、深圳、天津、乌鲁木齐、温州、武汉、西安、西昌、西宁、厦门、银川、郑州、拉萨、林芝、昌都、攀枝花                                                | T2     |
| 成都航空     | 福州、广州、贵阳、海口、杭州、衡陽、连云港、柳州、南京、南宁、宁波、三亚、上海/浦东、沈阳、深圳、石家庄、台州、武汉、西双版纳、厦门、遵义、上海/虹桥（經停岳阳）、泉州（經停宜昌）、深圳（經停北海/兴义）、福州（經停兴义）、溫州 (經停衡陽)                                                                   | T2     |
| 西藏航空     | 拉萨、日喀则、林芝、上海/虹桥、廈門、深圳、麗江、大理、西双版纳 | T2     |
| 中国东方航空 | 北京/大興、杭州、昆明、上海/虹桥、上海/浦东、广州 | T2     |
| 中国南方航空 | 北京/大興、广州、深圳 | T1     |
| 深圳航空     | 深圳 | T2     |
| 长龙航空     | 杭州 | T2     |
| 春秋航空     | 烏魯木齊 | T2     |

### 货运
| 航空公司         | 目的地                                             |
| ---------------- | -------------------------------------------------- |
| 四川航空         | 布鲁塞尔、莫斯科/谢列梅捷沃、大阪/关西、孟买、金奈 |
| 顺丰航空         | 深圳、杭州、拉萨                                   |
| 中國國際貨運航空 | 上海/浦东、安克雷奇                                |
| 深圳东海航空     | 香港、深圳                                         |
| 中国邮政航空     | 南京                                               |
| 圆通航空         | 杭州                                               |
| 國泰貨運         | 香港、重庆                                         |
| 空橋貨運航空     | 莫斯科/多莫杰多沃                                  |
| 汉莎货运         | 法兰克福、上海/浦东                                |
| 卡塔尔航空       | 多哈                                               |

## 统计
请参阅源Wikidata查询.

## 接驳交通

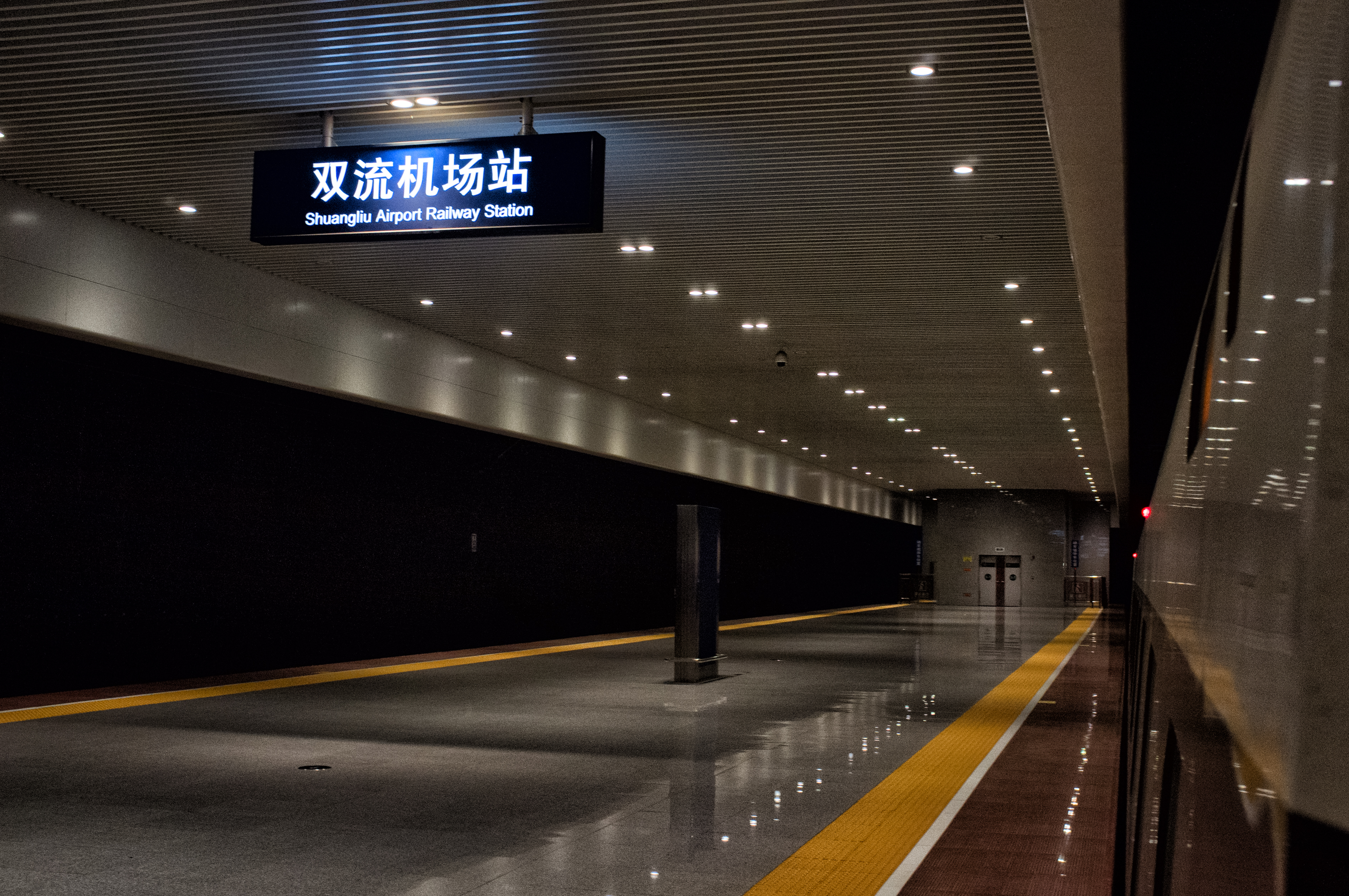
国铁双流机场站

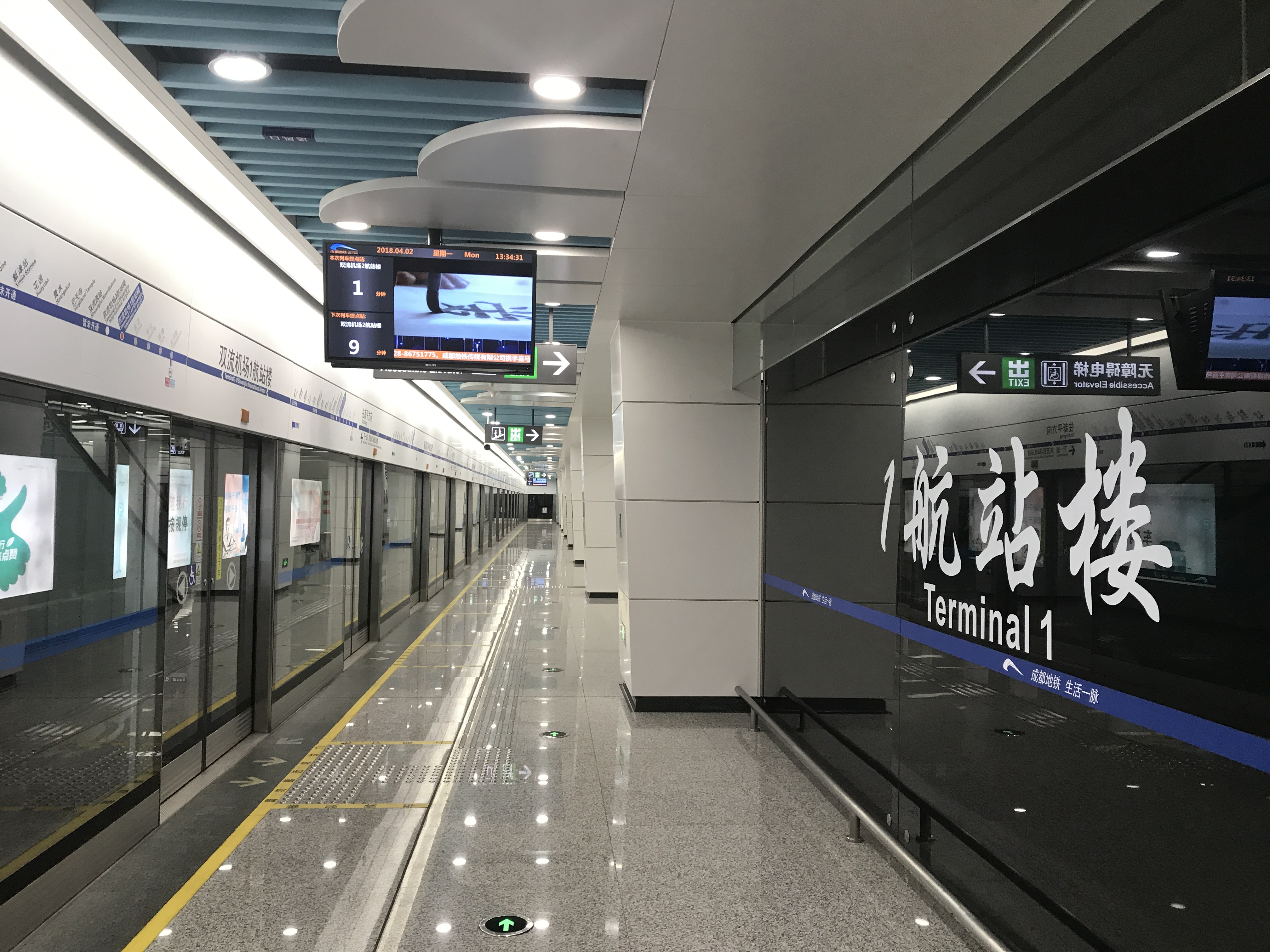
成都地铁双流机场1航站楼站

目前旅客可選擇地鐵、高速铁路或巴士三種大眾運輸工具或選擇的士、自行駕車往返機場及成都市區。

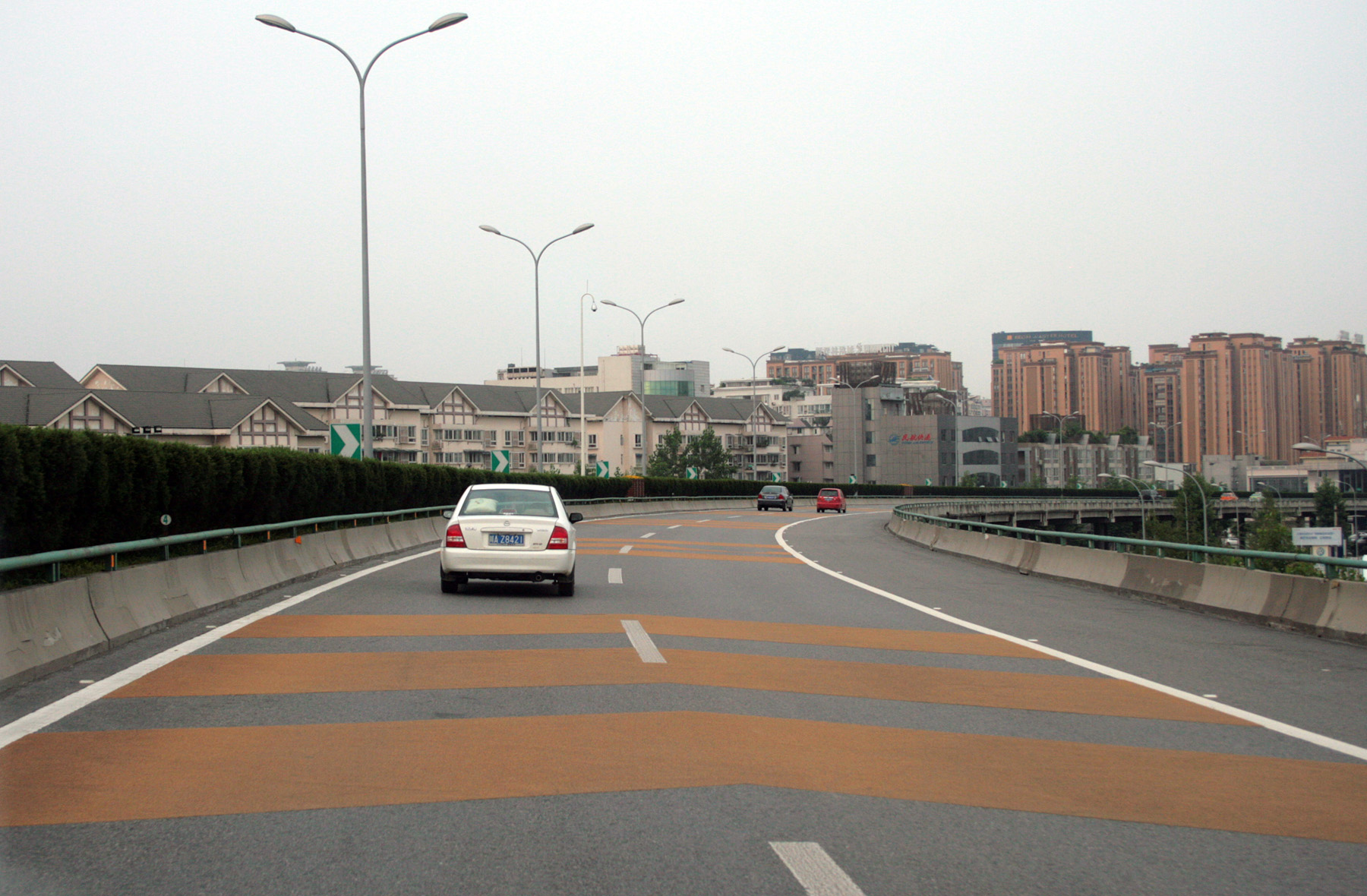
成都机场高速公路

### 公路连接
成都機場高速公路連接三环路蓝天立交與双流国际機場，全长12公里。机场高速在机场一侧设有收费站，对车辆进行双向单次收费。车辆经过收费站之后将会遇到道路分支，北侧匝道通往一号航站楼，南侧匝道通往二号航站楼。小型车辆单向单次通行费用为10元人民币。

### 地铁
旅客可搭乘成都地鐵10号线、19号线往來雙流國際機場、成都市區及天府國際機場。
10号线在雙流國際機場1號航站樓地底設有双流机场1航站楼站，在2號航站樓地底設有双流机场2航站楼站。旅客可搭乘10號線前往華興站轉乘9号线，或在太平園轉乘3号线前往市區各地，亦可搭乘本線前往新津。未來本線將繼續延伸至人民公園、騾馬市一帶。
19号线在2號航站樓東側設有雙流機場2航站樓東站。旅客可搭乘19號線前往溫江或天府國際機場（自天府站與18号线直通運轉）。本站亦設有往來雙流機場2航站樓東站與天府機場1號2號航站樓站之間的直達列車服務。
30号线（在建）由双流机场2航站楼东站引出，经大件路、府城大道、南三环路前往龙泉驿区。

### 高速铁路
成贵客运专线在双流国际机场2号航站楼地下设有铁路双流机场站，已于2014年12月20日开通运营，可乘坐高速铁路前往成都东站和成都南站两座市区车站以及江油、绵阳、德阳、眉山、乐山、峨眉山、宜宾等周边城市，最远可前往西安、重庆、贵阳。

### 机场专线
由2022年4月15日起，双流国际机场机场专线巴士仅保留双流机场-春熙路夜间专线（原机场专线夜间1号线），其余线路已全部取消。
1号航站楼乘车点位于1层2号门外，2号航站楼乘车点位于1层出口1站台。
| 线路名                  | 目的地        | 途径站点 | 服务时间                                               | 票价                                                              |
| ----------------------- | ------------- | --- | ------------------------------------------------------ | ----------------------------------------------------------------- |
| 双流机场-春熙路夜间专线 | 春熙路（IFS） | 春熙路、春熙路步行街北（返程）、总府路、盐市口、锦江宾馆、华西坝（华西口腔医院）、地铁省体育馆站、地铁倪家桥站（返程）、双流国际机场。 | 春熙路：22:00-次日5:30 ； 双流国际机场：23:00-次日6:30 | 2元；22：00之后加收1元,刷卡（电子钱包、次卡）有效，支持扫码购票。 |

### 长途汽车
双流国际机场设有机场客运站，有长途客运班车往来于四川省内各主要城市如绵阳、乐山、峨眉、自贡、南充、宜宾、泸州等地。

### 市区公交
机场公交站位于机场客运站东正门前110米，距两座航站楼均有一段距离。
| 路线号 | 行驶路线                | 票价 |
| ------ | ----------------------- | ---- |
| S15    | 机场公交站↔蛟龙港海滨城 | ¥1   |
| S21    | 机场公交站↔三里坝       | ¥1   |
| S22    | 机场公交站↔青云寺社区   | ¥1   |
| S26    | 机场公交站↔地铁二江寺站 | ¥1   |